# Финал Кубка УЕФА 2005
Финал Кубка УЕФА 2005 года — финальный матч розыгрыша Кубка УЕФА 2004/05, 34-го сезона в истории Кубка УЕФА. Этот футбольный матч состоялся 18 мая 2005 года, на стадионе «Жозе Алваладе» в Лиссабоне. В матче встретились португальский «Спортинг» из Лиссабона и российский ЦСКА из Москвы. Для «Спортинга» это был второй выход в финал турнира под эгидой УЕФА (португальский клуб играл в финале кубка обладателей кубков 1964 года, где обыграл венгерский МТК), а для ЦСКА этот поединок стал первым на таком уровне. Финал завершился со счётом 3:1 в пользу «армейцев». Выиграв Кубок УЕФА, ЦСКА стал первым российским футбольным клубом, одержавшим победу в еврокубке.
Счёт в матче был открыт на 29-й минуте полузащитником «Спортинга» Рожерио. ЦСКА отыгрался на 56-й минуте усилиями Алексея Березуцкого, а затем голами отметились Юрий Жирков (65-я минута) и Вагнер Лав (75-я минута), установив тем самым окончательный счёт — 3:1. Лучшим игроком матча был признан бразилец Даниэл Карвальо, отдавший три голевые передачи. Выигранный финал дал армейцам путевку в Суперкубок УЕФА 2005, где «армейцы» проиграли английскому «Ливерпулю» со счётом 1:3.

## Путь к финалу
«Спортинг» занял 3-е место в чемпионате Португалии 2003/2004 и квалифицировался в 1-й раунд Кубка УЕФА, где по сумме двух встреч оказался сильнее «Рапида» из Вены. ЦСКА же выиграл чемпионат России 2003 и получил путёвку во 2-й квалификационный раунд Лиги чемпионов. В нём «армейцы» обыграли азербайджанский «Нефтчи» и прошли дальше в 3-й квалификационный раунд, где обыграли «Рейнджерс». Эта победа дала российскому клубу возможность выступить в групповом этапе Лиги чемпионов 2004/2005
В групповом этапе Кубка УЕФА «Спортингу» противостояли «Ньюкасл Юнайтед», «Сошо», «Паниониос» и тбилисское «Динамо». В то время группа игралась в один круг и в 1/16 финала из неё выходили три команды. Португальцы заняли третье место, выиграв два матча, один раз сыграв вничью и один раз проиграв. ЦСКА, который играл не в Кубке УЕФА, а в Лиге чемпионов, попал в группу H к «Челси», «Порту» и «Пари Сен-Жермен». «Красно-синие» выиграли две игры, одну сыграли вничью и проиграли три матча и заняли третье место, которое давало право участвовать в 1/16 финала Кубка УЕФА.
В 1/16 финала «Спортинг» прошёл «Фейеноорд», выиграв и дома, и на выезде с одинаковым счётом 2:1. ЦСКА же обыграл португальскую «Бенфику» 3:1 (2:0 дома и 1:1 на выезде). В следующем раунде «зелёно-белым» противостояли футболисты английского «Мидлсбро». В первом матче португальцам досталась победа со счётом 3:2, а во втором также верх взял «Спортинг». Россияне встречались с сербским «Партизаном». В первом матче была зафиксирована ничья 1:1, а в ответной встрече ЦСКА выиграл 2:0. В четвертьфинале «Спортингу» предстояло как и на групповом этапе сыграть с «Ньюкаслом» (матч в группе завершился ничьей 1:1). В первом матче 1/4 финала британский клуб одержал минимальную победу 1:0, но второй матч «зелёно-белые» выиграли с крупным счётом 4:1. ЦСКА в четвертьфинале вышел на французский «Осер» и в первой игре обеспечил себе комфортное преимущество, выиграв 4:0, и, несмотря на поражение 0:2 в ответной встрече, прошли дальше. В полуфинале «Спортинг» сыграл с нидерландским АЗ. Первая игра проходила на поле португальцев и хозяева выиграли 2:1. Во втором матче по окончании 90 минут был зафиксирован такой же счёт. В овертайме сначала игрок АЗ Кью Ялинс отличился забитым мячом на 108-й минуте игры, но уже в добавленное ко второму дополнительному тайму время гол игрока португальцев Мигела Гарсии решил исход двухматчевого противостояния — по правилу выездного гола в финальный матч вышел «Спортинг». «Красно-синие» в 1/2 финала встречались с итальянской «Пармой» и после ничейного первого матча разгромили их со счётом 3:0. Валерий Газзаев назвал этот матч одним из лучших в сезоне для ЦСКА.
| Команда             | И | В | Н | П | ГЗ | ГП | ±   | О  |
| ------------------- | - | - | - | - | -- | -- | --- | -- |
| Ньюкасл Юнайтед     | 4 | 3 | 1 | 0 | 8  | 1  | +7  | 10 |
| Сошо                | 4 | 3 | 0 | 1 | 4  | 4  | 0   | 9  |
| Спортинг (Лиссабон) | 4 | 2 | 1 | 1 | 9  | 3  | +6  | 7  |
| Паниониос           | 4 | 1 | 0 | 3 | 6  | 8  | −2  | 3  |
| Динамо (Тбилиси)    | 4 | 0 | 0 | 4 | 2  | 13 | −11 | 0  |

| Команда         | И | В | Н | П | ГЗ | ГП | ±  | О  |
| --------------- | - | - | - | - | -- | -- | -- | -- |
| Челси           | 6 | 4 | 1 | 1 | 10 | 3  | +7 | 13 |
| Порту           | 6 | 2 | 2 | 2 | 4  | 6  | −2 | 8  |
| ЦСКА (Москва)   | 6 | 2 | 1 | 3 | 5  | 5  | 0  | 7  |
| Пари Сен-Жермен | 6 | 1 | 2 | 3 | 3  | 8  | −5 | 5  |

## Перед матчем
Обе команды перед финалом проиграли свои матчи. ЦСКА в Кубке России уступил «Зениту» 0:1, а «Спортинг» в чемпионате проиграл «Бенфике» с таким же счётом. В России в мае сезон только начинался, и «армейцы» находились на седьмом месте после пяти сыгранных матчей. В Португалии же сезон подходил к концу, и за тур до конца розыгрыша турнира «зелёно-белые» были на 2-й позиции, отставая от лидера «Бенфики» на 3 очка.
Как «Спортинг», так и ЦСКА были настроены на победу. Главный тренер «Спортинга» Жозе Пезейру накануне матча сказал: «Все едины в одном — желании победить. Разумеется, присутствует некоторая нервозность, но это естественно. У нас уже есть опыт успешного преодоления этого явления. Надеюсь, и 18 мая мы сумеем выйти на поле в оптимальном психологическом и эмоциональном состоянии». Его визави Валерий Газзаев тоже был уверен в своей команде: «Надеюсь, наш успех станет хорошим примером для остальных. Не стоит недооценивать себя. Нам в ЦСКА удалось убедить футболистов в том, что им по плечу любые задачи. Они талантливы, они хотят побеждать. Понимают, что успехи достигаются только через тяжёлый труд. Работать с такой командой очень интересно». Финальный матч проходил на стадионе «Жозе Алваладе» в Лиссабоне — домашней арене «Спортинга». На матче ожидалось около 1800 фанатов российской команды.
У «Спортинга» из-за растяжения связок колена не смог принять участие в матче один из ведущих игроков клуба и автор гола в ворота АЗ в полуфинале чилиец Маурисио Пинилья. Также были проблемы со здоровьем у нападающего Лиедсона, но они не помешали бразильцу выйти на поле в финальном матче. У «красно-синих» незадолго до финала получили повреждения Юрий Жирков, Евгений Алдонин и Даниэл Карвальо, но все они оправились от травм достаточно быстро и были готовы к участию в матче. До последнего момента не было понятно, сыграет ли в финальной игре нападающий ЦСКА Ивица Олич, и в конечном итоге и он смог восстановиться и сыграть в финале.
Перед матчем тренер ЦСКА Валерий Газзаев сказал, что шансы на победу обеих команд абсолютно равны. Позже в своей автобиографии он написал, что «армейцы» превосходили соперников по психологическому состоянию и индивидуальному мастерству. Журналисты отмечали, что «Спортинг» имел определённое психологическое преимущество, так как играл на своём поле. Но, например, игрок ЦСКА Даниэл Карвальо перед поединком заявил, что данное обстоятельство будет играть второстепенную роль. Полузащитник московского «Динамо» Данни, ранее выступавший за «Спортинг», предсказывал победу португальской команды со счётом 2:0. В одной из статей в газете «Спорт-Экспресс» были выделены сильные стороны команд. По мнению журналистов, «Спортинг» являлся более опытной командой, а ЦСКА был лучше готов физически и имел в своем распоряжении более сильный состав. Ключевыми игроками команд назывались Лиедсон — у португальцев, и Вагнер Лав и Карвальо — у россиян.

## Ход матча

### Первый тайм
Обе команды избрали атакующую тактику. Россияне придерживались схемы 3-5-2 с закрывающими весь фланг Юрием Жирковым и Чиди Одией, а «зелёно-белые» сыграли с расстановкой 4-4-2. Активнее игру начал «Спортинг», и уже в дебюте матча несколько раз опасно подходил к воротам Игоря Акинфеева. Такое развитие событий оказалось для «армейцев» неожиданным. На 14-й минуте Педру Барбозе была показана первая в матче жёлтая карточка за грубую игру. ЦСКА получил право на штрафной, и после подачи Даниэла Карвалью выше ворот пробил Алексей Березуцкий. На 25-й минуте после подачи с правого фланга Сергей Игнашевич чуть не срезал мяч в собственные ворота. Уже через четыре минуты «Спортинг» вышел вперёд — Рожерио отправил мяч в верхний угол ворот ЦСКА. После гола «красно-синие» стали больше атаковать, но первый опасный момент у ворот Рикарду возник только под конец первого тайма, когда после прострела Ивицы Олича Вагнер Лав, оказавшись один на один с вратарём, не смог попасть в створ ворот. Итог первого тайма — 1:0 в пользу «Спортинга».

### Второй тайм

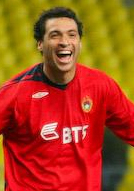
Даниэл Карвальо — автор трёх голевых передач

В начале второго тайма «Спортинг» получил право на свободный удар в штрафной ЦСКА в нескольких метрах от лицевой линии за то, что после паса Игнашевича Акинфеев взял мяч в руки. После удара Рошембака мяч попал в защитника. После перерыва «армейцы» стали активнее играть в атаке и создали несколько моментов у чужих ворот: на 54-й минуте Вагнер из пределов штрафной ударил над перекладиной, а уже через пару минут после подачи Даниэла Карвальо Алексей Березуцкий ударом головой забил ответный мяч. На 60-й минуте Тельо ударил с 28 метров по воротам Акинфеева, но тот отбил его кулаками. Через пять минут Даниэл Карвальо сделал проникающую передачу на Жиркова, и Юрий отправил второй мяч в сетку ворот «зелёно-белых». На 67-й минуте была произведена первая замена — у ЦСКА вместо Ивицы Олича вышел Милош Красич и уже через несколько минут он опасно пробил по воротам Рикарду, но мяч прошёл мимо створа. На 73-й минуте «Спортинг» выпустил на поле Мариуса Никулае вместо Са Пинту. На 74-й минуте в центре внимания опять оказался молодой серб, который, однако, снова не сумел поразить ворота из опасной позиции. Сразу после этого на ворота «армейцев» пошла атака «Спортинга», в ходе которой Жоау Моутинью ударил в нижний угол ворот. Акинфеев смог отразить мяч, но отбил его прямо на ногу Тельо, который прострелил на автора первого гола Рожерио, а тот, в свою очередь, попал в штангу. Вратарь российской команды подобрал мяч после удара, выбил его на чужую половину, где его принял Карвальо и затем отдал на Вагнера, который, оказавшись один на один с Рикарду, первым касанием обыграл голкипера, а вторым — поразил пустые ворота, установив окончательный счёт в матче. По словам Валерия Газзаева, после этого гола «Спортинг» «посыпался». В оставшееся время обе команды безуспешно пытались атаковать. В последние десять минут матча были произведены четыре замены — по две с каждой стороны. Сначала Рудольф Дуала вышел вместо автора единственного мяча в ворота ЦСКА Рожерио, а затем Дейвидас Шемберас сменил автора трёх голевых передач Даниэла Карвальо, а через четыре минуты Ролан Гусев сменил опорного полузащитника Евгения Алдонина. На 88-й минуте Угу Виана заменил юного Жоау Моутинью. Грэм Полл добавил три минуты к основному времени матча, в ходе которых ни ЦСКА, ни «Спортинг» не создали никаких опасных моментов, и свисток английского рефери об окончании встречи зафиксировал первую в истории победу российского клуба в еврокубке.

## После матча

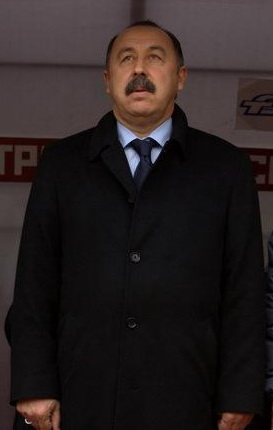
Валерий Газзаев — главный тренер ЦСКА

Валерий Газзаев говорил, что после матча в раздевалке, а затем в самолёте в команде царила эйфория, все «захлёбывались эмоциями». Поскольку это был первый еврокубковый трофей для российского футбола, многие спортивные издания посвятили победе ЦСКА многочисленные статьи. Например, газета «Спорт-Экспресс» назвала одну из своих статей «Браво, ЦСКА», а «Советский спорт» — «Они сделали это!!!». Валерий Газзаев после матча сказал: 
Мы очень уважительно отнеслись к сопернику, который на стадии плей-офф выиграл все домашние матчи и, в частности, разгромил «Ньюкасл». Вместе с тем искренне считал, что ЦСКА сильнее португальцев по всем позициям — от вратаря до центрфорварда. О чём и сказал игрокам на предматчевой установке.
 Главный тренер «Спортинга» Жозе Пезейру был в шоке от поражения: 
Мы ошарашены, потому что отдали все силы ради победы. Я считаю, результат не по игре. Мы держали ход матча под контролем, а ЦСКА очень повезло в контратаках. Нам не улыбнулась удача, но я горжусь своими игроками. Теперь нам надо думать о будущем. Я очень расстроен, так как мы много владели мячом и создали много голевых моментов. Это была игра высокого уровня, и Кубок УЕФА попал в хорошие руки, но мне очень жаль болельщиков и игроков. С поражением всегда тяжело смириться, и под конец матча мы «подсели». Теперь уже можно предположить, что мы слишком увлеклись атакой, но я хочу, чтобы именно так и играли мои команды. Я не изменюсь. Я считаю, именно таким и должен быть футбол. Мы могли отойти в оборону при счете 1:0, но это не в нашем стиле.
 Португальские издания A Bola и Record писали, что «армейцам» в какой-то степени повезло, а также сравнивали этот матч с финалом Евро-2004 между Грецией и Португалией. Игрок ЦСКА и сборной СССР 1960-х годов Владимир Пономарёв сказал, что Газзаев правильно настроил игроков на второй тайм, и это помогло «красно-синим» выиграть. Журналисты отмечали особую роль в успехе Юрия Жиркова и Даниэл Карвальо. Российское издание «Советский спорт» в выпуске за 19 мая, где публиковались оценки игроков, поставило всем футболистам российской команды высший балл.
Лучшим игроком матча по версии УЕФА был назван Даниэл Карвальо. По мнению «Советского спорта» лучшими игроками финала стали Карвальо, отдавший три голевые передачи, и Игорь Акинфеев, отбивший несколько сложных ударов. Журналист Сергей Егоров отмечал, что «армейцам» дал уверенности гол Алексея Березуцкого. Также по мнению редакции «СС» ЦСКА победил благодаря сбалансированности состава.
«Армейцев» с победой поздравили «Спартак» и «Зенит», а также Российская футбольная премьер-лига. Некоторые эксперты и агенты заявили, что стоимость игроков ЦСКА после победы в Кубке УЕФА подскочила, как минимум, в два раза. Президент «красно-синих» Евгений Гинер заявил, что несмотря на возможный интерес к проявившим себя футболистам со стороны европейских клубов из команды уйдут не больше двух игроков. Депутаты Госдумы предлагали объявить 18 мая днём российского футбола.
Сразу после матча болельщики ЦСКА вышли на улицы Москвы праздновать победу и перекрыли движение на улицах Тверская и Охотный Ряд. Ночью были зафиксированы драки и столкновения между фанатами: 19 мая милиция задержала 84 человека, многие из которых находились в состоянии алкогольного опьянения.
Победа в финале Кубка УЕФА дало «армейцам» право выступать в Суперкубке УЕФА, где 26 августа 2005 года ЦСКА проиграл «Ливерпулю» 1:3.

## Отчёт о матче
| Спортинг (Лиссабон) | 1:3     | ЦСКА (Москва)                                   |
| ------------------- | ------- | ----------------------------------------------- |
| Рожерио 29′         | (отчёт) | А. Березуцкий 56′ · Жирков 65′ · Вагнер Лав 75′ |

| Спортинг | ЦСКА |

| Спортинг:       |    |                   |  |     |
|                 |    |                   |  |     |
| Вр              | 76 | Рикарду           |  |     |
| Защ             | 11 | Родриго Тельо     |  |     |
| Защ             | 14 | Джозеф Энакархире |  |     |
| Защ             | 22 | Бету              |  |     |
| Защ             | 15 | Мигел Гарсия      |  |     |
| ПЗ              | 8  | Педру Барбоза (к) |  | 14' |
| ПЗ              | 26 | Фабио Рошембак    |  |     |
| ПЗ              | 28 | Жоау Моутинью     |  | 88' |
| ПЗ              | 37 | Рожерио           |  | 80' |
| Нап             | 31 | Лиедсон           |  |     |
| Нап             | 10 | Рикарду Са Пинту  |  | 73' |
| Запасные:       |    |                   |  |     |
| Вр              | 1  | Нелсон            |  |     |
| Защ             | 4  | Андерсон Полга    |  |     |
| Защ             | 27 | Куштодиу          |  |     |
| ПЗ              | 45 | Угу Виана         |  | 88' |
| ПЗ              | 23 | Руй Жорже         |  |     |
| Нап             | 18 | Мариус Никулае    |  | 73' |
| Нап             | 17 | Рудольф Дуала     |  | 80' |
| Главный тренер: |    |                   |  |     |
| Жозе Пезейру    |    |                   |  |     |

| ЦСКА:           |    |                      |  |     |
|                 |    |                      |  |     |
| Вр              | 35 | Игорь Акинфеев       |  |     |
| Защ             | 4  | Сергей Игнашевич (к) |  |     |
| Защ             | 6  | Алексей Березуцкий   |  |     |
| Защ             | 15 | Чиди Одиа            |  |     |
| Защ             | 24 | Василий Березуцкий   |  |     |
| ПЗ              | 7  | Даниэл Карвальо      |  | 82' |
| ПЗ              | 18 | Юрий Жирков          |  |     |
| ПЗ              | 22 | Евгений Алдонин      |  | 86' |
| ПЗ              | 25 | Элвир Рахимич        |  |     |
| Нап             | 9  | Ивица Олич           |  | 67' |
| Нап             | 11 | Вагнер Лав           |  |     |
| Запасные:       |    |                      |  |     |
| Вр              | 1  | Вениамин Мандрыкин   |  |     |
| ПЗ              | 2  | Дейвидас Шемберас    |  | 82' |
| ПЗ              | 8  | Ролан Гусев          |  | 86' |
| ПЗ              | 10 | Осмар Феррейра       |  |     |
| ПЗ              | 19 | Юрис Лайзанс         |  |     |
| ПЗ              | 40 | Александр Салугин    |  |     |
| Нап             | 17 | Милош Красич         |  | 67' |
| Главный тренер: |    |                      |  |     |
| Валерий Газзаев |    |                      |  |     |

| Игрок матча: Даниэл Карвальо (ЦСКА) Помощники судьи: Майкл Тинги Глен Тернер Четвёртый арбитр: Стив Беннетт | Регламент матча: - 90 минут основного времени. - 30 минут дополнительного времени в случае ничейного результата в основное - Послематчевые пенальти в случае ничейного результата по итогам дополнительного времени. - Семь запасных с каждой стороны. - Максимальное количество замен — по 3 с каждой стороны. |

### Статистика матча
| «Спортинг» | Показатель    | ЦСКА |
| ---------- | ------------- | ---- |
| 14         | Удары         | 8    |
| 6          | Удары в створ | 3    |
| 15         | Угловые       | 5    |
| 2          | Офсайды       | 5    |

| Кубок УЕФА 2005 |
| --------------- |
| Флаг России     |
| ЦСКА 1-й титул  |